# Susanna Meinen
Susanna Meinen (* 19. Mai 1992 in Zweisimmen) ist eine Schweizer Biathletin und ehemalige Skilangläuferin.
Susanna Meinen startete für den Skiklub Zweisimmen. Sie bestritt zunächst Skilanglauf und war dort seit Ende 2008 zunächst in Juniorinnen- und FIS-Rennen, seit 2010 auch selten in Rennen des Alpencups aktiv, ohne jedoch nennenswerte Erfolge zu verzeichnen. Zur Saison 2014/15 hatte sie ihre ersten wichtigen Rennen im Biathlonsport. Sie gab ihr internationales Debüt zum Auftakt der Saison bei einem Sprintrennen im Rahmen des IBU-Cups in Beitostølen, das sie als 59. beendete. In Duszniki-Zdrój gewann sie als 27. 2015 erstmals Punkte in der Rennserie. Wenig später startete sie bei den Biathlon-Europameisterschaften 2015 in Otepää und damit bei ihren ersten internationalen Meisterschaften im Biathlonsport. Meinen wurde 31. des Einzels, 43. des Sprints und 36. der Verfolgung. Das Staffelrennen bestritt sie an der Seite von Ladina Meier-Ruge, Tanja Bissig und Sabine di Lallo. Trotz guter Schiessleistungen von Meinen und Bissig, die jeweils nur drei Scheiben verfehlten und diese mit Nachladern trafen, konnte eine bessere Platzierung als der letzte und 15., überrundete Platz nicht erreicht werden, da di Lallo eine und Meier-Ruge drei Strafrunden schossen und damit der Schweizer Staffel mehr Strafen einhandelten, als alle anderen teilnehmenden Staffeln aufzuweisen hatten. Nach den Europameisterschaften gab Meinen in Nové Město na Moravě ihr Debüt im Biathlon-Weltcup. Mit Ivan Joller bildete sie die erste Schweizer Vertretung bei einem Single-Mixed-Rennen, das zum ersten Mal im Weltcup ausgetragen wurde, und erreichte den 15. Platz. Es folgte das Sprintrennen, bei dem sie sich als 59. knapp noch für das Verfolgungsrennen qualifizieren konnte, sich um zehn Ränge verbesserte und 49. wurde. Danach kam sie wieder zu Einsätzen im IBU-Cup und konnte dort ihre ansteigenden Leistungen bestätigen. Zunächst verbesserte sie in Canmore ihre Bestleistung in einem Sprintrennen auf den 18. Platz, im folgenden Sprint an selber Stelle platzierte sie sich als Zehnte erstmals unter die Top Ten.

## Biathlon-Weltcup-Platzierungen
Die Tabelle zeigt alle Platzierungen (je nach Austragungsjahr einschliesslich Olympische Spiele und Weltmeisterschaften).
- 1.–3. Platz: Anzahl der Podiumsplatzierungen
- Top 10: Anzahl der Platzierungen unter den ersten zehn (einschliesslich Podium)
- Punkteränge: Anzahl der Platzierungen innerhalb der Punkteränge (einschliesslich Podium und Top 10)
- Starts: Anzahl gelaufener Rennen in der jeweiligen Disziplin
- Staffel: inklusive Mixed- und Single-Mixed-Staffeln

| Platzierung              | Einzel | Sprint | Verfolgung | Massenstart | Staffel | Gesamt |
| ------------------------ | ------ | ------ | ---------- | ----------- | ------- | ------ |
| 1. Platz                 |        |        |            |             |         |        |
| 2. Platz                 |        |        |            |             |         |        |
| 3. Platz                 |        |        |            |             |         |        |
| Top 10                   |        |        |            |             | 3       | 3      |
| Punkteränge              |        | 2      |            |             | 8       | 10     |
| Starts                   | 3      | 16     | 5          |             | 8       | 32     |
| Stand: 31. Dezember 2021 |        |        |            |             |         |        |